# Pentagenia robusta
Pentagenia robusta är en dagsländeart som beskrevs av Mcdunnough 1926. Pentagenia robusta ingår i släktet Pentagenia och familjen Palingeniidae. IUCN kategoriserar arten globalt som utdöd. Inga underarter finns listade i Catalogue of Life.